# Hain-Ampfer
Der Hain-Ampfer oder Blut-Ampfer (Rumex sanguineus) ist eine Art aus der Pflanzenfamilie der Knöterichgewächse (Polygonaceae). Er ist in Mitteleuropa an feuchten, teils gestörten Waldstandorten anzutreffen.

## Beschreibung

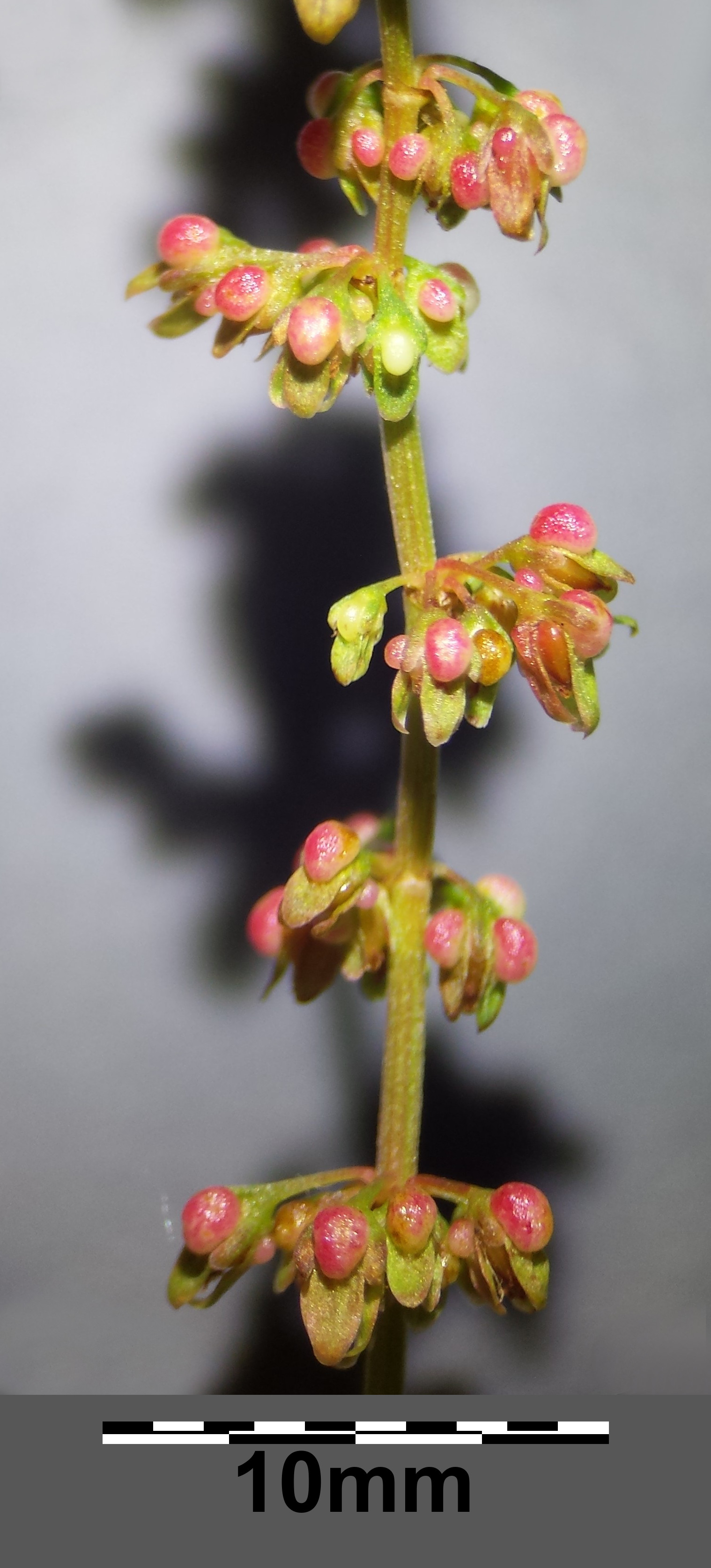
Blütenstand

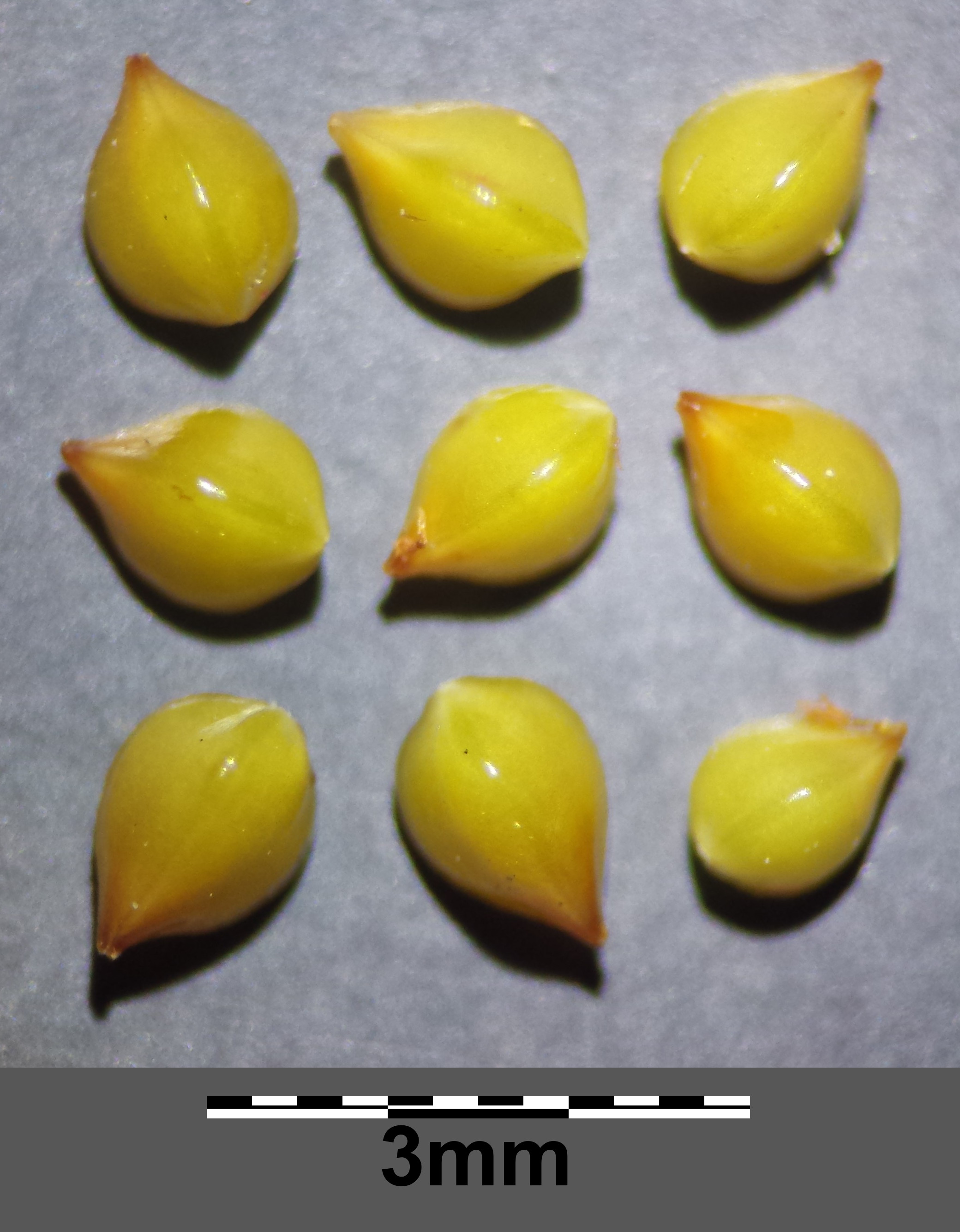
Nüsse

Der Hain-Ampfer ist ein ausdauernder Hemikryptophyt und erreicht eine Wuchshöhe von 50 bis 80 (selten 120) Zentimetern. Er bildet Pfahlwurzeln aus. Die Stängel sind oft rötlich überlaufen.
Die Grundblätter sind länglich-eiförmig und besitzen einen herzförmigen bis gestutzten Spreitengrund. Der Blattstiel ist dabei so lang wie die Spreite. Die Spreite ist dunkelgrün, bis zu 14 Zentimeter lang und bis 6 Zentimeter breit. Die oberen Stängelblätter sind am Grund gerundet oder keilförmig.
Der Blütenstand ist bis zur Mitte beblättert. Die Blütenknäuel sind eher lockerblütig und voneinander entfernt. Die meisten Blüten sind zwittrig. In Fällen, wo die Blüten eingeschlechtig sind, sind die Pflanzen zumindest einhäusig. Die äußeren Blütenhüllblätter liegen zur Fruchtzeit den inneren an. Die inneren sind schmal länglich, 3 bis 3,8 Millimeter lang und 0,5 bis 1,5 Millimeter breit. Sie sind dünnhäutig. Nur das vordere besitzt eine große, kugelförmige Schwiele. Die übrigen Blütenhüllblätter sind schwielenlos oder besitzen nur einen verdickten Mittelnerv.

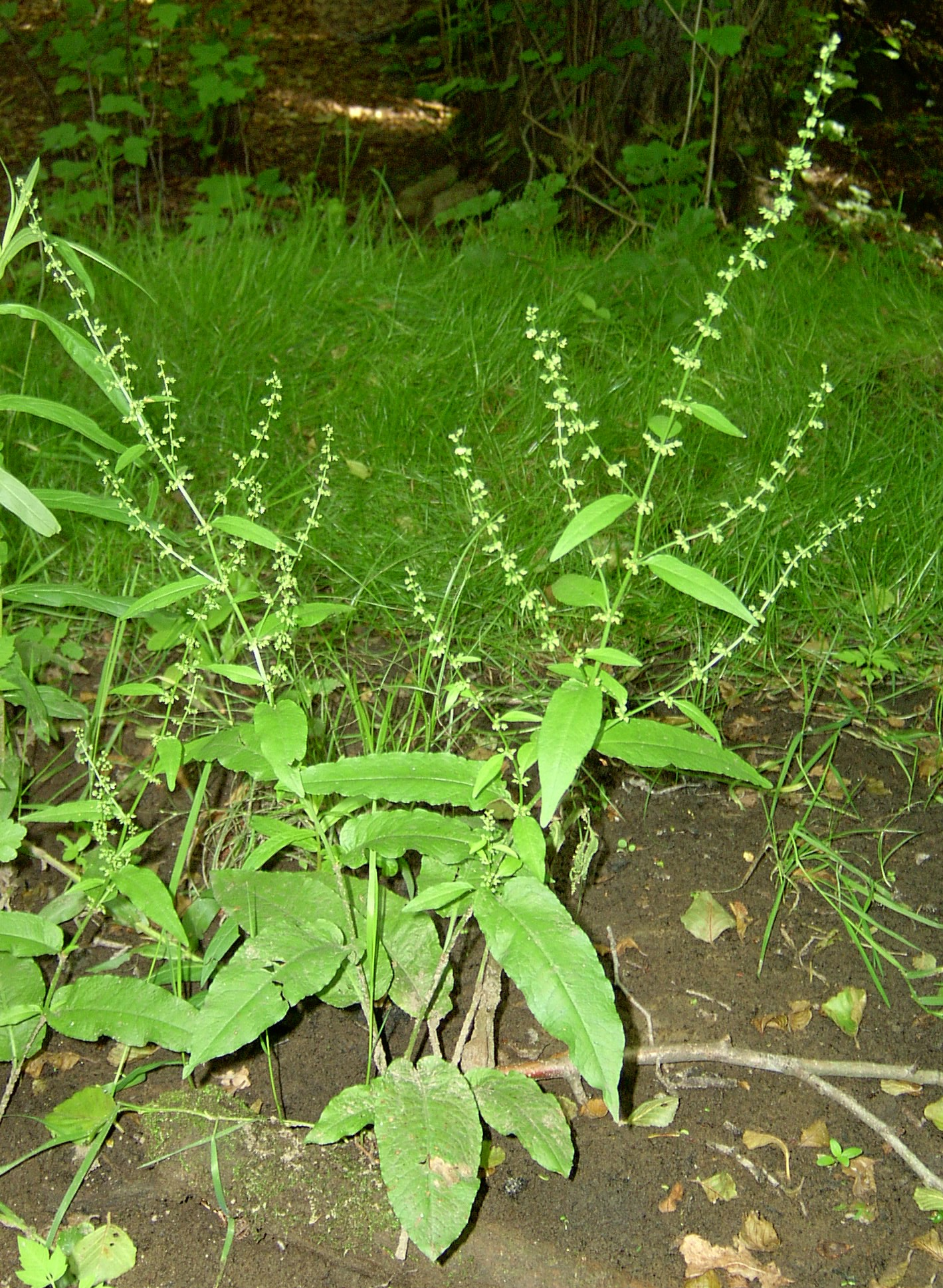
Hain-Ampfer (Rumex sanguineus)

Die Früchte sind schwarzbraune, 1,6 bis 2 Millimeter lange Nüsse. Die Fruchtstiele sind deutlich länger als die inneren Blütenhüllblätter.
Die Chromosomenzahl beträgt 2n = 20.
Die Pflanzen sind winterhart bis mindestens −25, eventuell auch bis etwa −35 Grad Celsius (ggf. mit schützender Schneedecke) und bleiben in entsprechend warmem Klima auch immergrün. Sie können durch Samen und Teilung vermehrt werden.

## Vorkommen
Das Areal des Hain-Ampfers umfasst die submeridionale sowie temperate Zone im ozeanisch getönten Eurasien, also vor allem West- und Mitteleuropa, im Kaukasusgebiet und im Iran. In Nordamerika kommt die Art eingeschleppt als Neophyt vor. Er wächst von der planaren bis zur montanen Höhenstufe; in der Steiermark steigt er bis 750 m, auf der Schwäbischen Alb bis 1000 m ü. NN.
Der Hain-Ampfer bevorzugt Auwälder und andere feuchte Edellaubwälder; er gedeiht in Ufergehölzen, an Waldsäumen, nassen Wegrändern und auf Waldschlägen. Meist kommt er auf staunassen, nährstoffreichen, kalkarmen sowie humosen Lehm- und Tonböden vor. Er ist ein Vernässungs- sowie Bodenverdichtungszeiger. Er ist eine Charakterart des Carici remotae-Fraxinetum, kommt aber auch in anderen Gesellschaften des Verbands Alno-Ulmion, in Gesellschaften der Verbände Alliarion, Atropion oder der Ordnung Fagetalia vor.

## Nutzung
Der Hain-Ampfer ist essbar. Da er antinutritive und gesundheitsschädliche Oxalsäure und -Salze (Oxalate) enthält, ist er jedoch leicht giftig und sollte daher nicht in größeren Mengen verzehrt werden. (Die Gehalte sind geringer als beim bekannteren Sauerampfer.) Er wird sowohl als Wildgemüse genutzt als auch kultiviert und im Pflanzenhandel angeboten. Er enthält erhebliche Mengen an Vitamin C und Carotin. In der Regel werden (vorzugsweise junge) Blätter beispielsweise in Salaten gegessen. Für die Verwendung als Gemüse werden allerdings eher andere Ampferarten wie Wiesen-Sauerampfer und Schild-Ampfer bevorzugt. Dem Hain-Ampfer werden dagegen weniger geschmackliche und eher Zierwerte zugesprochen. Da der Nutzen hauptsächlich in den Blättern liegt, werden die unscheinbareren Fruchtstände gern frühzeitig entfernt, um ein stärkeres und buschigeres Blattwachstum zu erzielen und auch um eventuell starker unkontrollierter Ausbreitung vorzubeugen.